# Hunting H.126
El Hunting H.126 fue un avión experimental diseñado y construido por el fabricante aeronáutico británico Hunting Aircraft con el fin de probar el concepto aeronáutico de los flap soplados. Solo se llegó a fabricar una unidad, que se sometió a una serie de pruebas por parte de la unidad de vuelo aerodinámica de la Royal Aircraft Establishment desde la Base Aérea de Bedford. Posteriormente se envió a los Estados Unidos para realizar una serie pruebas en un túnel de viento de la NASA, siendo finalmente retirado y enviado al Museo de la Real Fuerza Aérea de Cosford.

## Especificaciones (H.126)
Referencia datos: Jane's

### Características generales
- Tripulación: 1 piloto
- Longitud: 15,3 m (50,2 ft)
- Envergadura: 13,8 m (45,3 ft)
- Altura: 4,7 m (15,3 ft)
- Superficie alar: 20,5 m² (220,7 ft²)
- Perfil alar: NACA 4424
- Peso vacío: 3738 kg (8238,6 lb)
- Peso máximo al despegue: 4872 kg (10 737,9 lb)
- Planta motriz: 1× turbojet Bristol Siddeley Orpheus BOr.3 Mk.805.
  - Empuje normal: 15,8 kN (1614 kgf; 3559 lbf) de empuje.

### Rendimiento
- Velocidad de entrada en pérdida (Vs): 51 km/h (32 MPH; 28 kt)

### Aeronaves similares
- Bell X-14
- Hawker Siddeley P.1127
- XV-5 Vertifan
- Yakovlev Yak-36